# Evezés az 1976. évi nyári olimpiai játékokon
Az 1976. évi nyári olimpiai játékokon az evezésben tizennégy versenyszámban osztottak érmeket, első alkalommal rendeztek női számokat.

## Éremtáblázat
(Az egyes számoszlopok legmagasabb értéke, vagy értékei vastagítással kiemelve.)
| Az 1976. évi nyári olimpiai játékok éremtáblázata evezésben | Az 1976. évi nyári olimpiai játékok éremtáblázata evezésben | Az 1976. évi nyári olimpiai játékok éremtáblázata evezésben | Az 1976. évi nyári olimpiai játékok éremtáblázata evezésben | Az 1976. évi nyári olimpiai játékok éremtáblázata evezésben | Olimpia  |
| ----------------------------------------------------------- | ----------------------------------------------------------- | ----------------------------------------------------------- | ----------------------------------------------------------- | ----------------------------------------------------------- | -------- |
|                                                             | Ország                                                      | Arany                                                       | Ezüst                                                       | Bronz                                                       | Összesen |
| 1.                                                          | NDK (GDR)                                                   | 9                                                           | 3                                                           | 2                                                           | 14       |
| 2.                                                          | Bulgária (BUL)                                              | 2                                                           | 1                                                           | 0                                                           | 3        |
| 3.                                                          | Szovjetunió (URS)                                           | 1                                                           | 4                                                           | 4                                                           | 9        |
| 4.                                                          | Norvégia (NOR)                                              | 1                                                           | 1                                                           | 0                                                           | 2        |
| 5.                                                          | Finnország (FIN)                                            | 1                                                           | 0                                                           | 0                                                           | 1        |
|                                                             |                                                             |                                                             |                                                             |                                                             |          |
| 6.                                                          | Egyesült Államok (USA)                                      | 0                                                           | 2                                                           | 1                                                           | 3        |
| 7.                                                          | Nagy-Britannia (GBR)                                        | 0                                                           | 2                                                           | 0                                                           | 2        |
| 8.                                                          | NSZK (FRG)                                                  | 0                                                           | 1                                                           | 3                                                           | 4        |
|                                                             |                                                             |                                                             |                                                             |                                                             |          |
| 9.                                                          | Csehszlovákia (TCH)                                         | 0                                                           | 0                                                           | 2                                                           | 2        |
| 10.                                                         | Románia (ROU)                                               | 0                                                           | 0                                                           | 1                                                           | 1        |
| 10.                                                         | Új-Zéland (NZL)                                             | 0                                                           | 0                                                           | 1                                                           | 1        |
|                                                             |                                                             |                                                             |                                                             |                                                             |          |
| Összesen                                                    | Összesen                                                    | 14                                                          | 14                                                          | 14                                                          | 42       |

## Férfi

### Éremtáblázat
(A rendező ország csapata eltérő háttérszínnel, az egyes számoszlopok legmagasabb értéke, vagy értékei vastagítással kiemelve.)
| Az 1976. évi nyári olimpiai játékok éremtáblázata férfi evezésben | Az 1976. évi nyári olimpiai játékok éremtáblázata férfi evezésben | Az 1976. évi nyári olimpiai játékok éremtáblázata férfi evezésben | Az 1976. évi nyári olimpiai játékok éremtáblázata férfi evezésben | Az 1976. évi nyári olimpiai játékok éremtáblázata férfi evezésben | Olimpia  |
| ----------------------------------------------------------------- | ----------------------------------------------------------------- | ----------------------------------------------------------------- | ----------------------------------------------------------------- | ----------------------------------------------------------------- | -------- |
|                                                                   | Ország                                                            | Arany                                                             | Ezüst                                                             | Bronz                                                             | Összesen |
| 1.                                                                | NDK (GDR)                                                         | 5                                                                 | 1                                                                 | 2                                                                 | 8        |
| 2.                                                                | Szovjetunió (URS)                                                 | 1                                                                 | 2                                                                 | 1                                                                 | 4        |
| 3.                                                                | Norvégia (NOR)                                                    | 1                                                                 | 1                                                                 | 0                                                                 | 2        |
| 4.                                                                | Finnország (FIN)                                                  | 1                                                                 | 0                                                                 | 0                                                                 | 1        |
|                                                                   |                                                                   |                                                                   |                                                                   |                                                                   |          |
| 5.                                                                | Nagy-Britannia (GBR)                                              | 0                                                                 | 2                                                                 | 0                                                                 | 2        |
| 6.                                                                | NSZK (FRG)                                                        | 0                                                                 | 1                                                                 | 2                                                                 | 3        |
| 7.                                                                | Egyesült Államok (USA)                                            | 0                                                                 | 1                                                                 | 0                                                                 | 1        |
|                                                                   |                                                                   |                                                                   |                                                                   |                                                                   |          |
| 8.                                                                | Csehszlovákia (TCH)                                               | 0                                                                 | 0                                                                 | 2                                                                 | 2        |
| 9.                                                                | Új-Zéland (NZL)                                                   | 0                                                                 | 0                                                                 | 1                                                                 | 1        |
|                                                                   |                                                                   |                                                                   |                                                                   |                                                                   |          |
| Összesen                                                          | Összesen                                                          | 8                                                                 | 8                                                                 | 8                                                                 | 24       |

### Érmesek
| Az 1976. évi nyári olimpiai játékok érmesei evezésben | | | |
| Versenyszám                                           | Arany | Ezüst | Bronz |
| Egypárevezős                                          | Pertti Karppinen · Finnország (FIN) | Peter-Michel Kolbe · NSZK (FRG) | Joachim Dreifke · NDK (GDR) |
| Kétpárevezős                                          | Norvégia (NOR) · Frank Hansen · Alf Hansen | Nagy-Britannia (GBR) · Chris Baillieu · Michael Hart | NDK (GDR) · Hans-Ulrich Schmied · Jürgen Bertow |
| Kormányos nélküli kettes                              | NDK (GDR) · Jörg Landvoigt · Bernd Landvoigt | Egyesült Államok (USA) · Calvin Coffey · Michael Staines | NSZK (FRG) · Peter van Roye · Thomas Strauß |
| Kormányos kettes                                      | NDK (GDR) · Harald Jährling · Friedrich-Wilhelm Ulrich · Georg Spohr | Szovjetunió (URS) · Dmitrij Behtyerev · Jurij Surkalov · Jurij Lorencszon                                                                                                 | Csehszlovákia (TCH) · Oldřich Svojanovský · Pavel Svojanovský · Ludvík Vébr                                                                               |
| Négypárevezős                                         | NDK (GDR) · Wolfgang Güldenpfennig · Rüdiger Reiche · Karl-Heinz Bußert · Michael Wolfgramm                                                                                        | Szovjetunió (URS) · Jevgenyij Dulejev · Jurij Jakimov · Aivars Lazdenieks · Vytautas Butkus                                                                               | Csehszlovákia (TCH) · Jaroslav Hellebrand · Zdeněk Pecka · Václav Vochoska · Vladek Lacina                                                                |
| Kormányos nélküli négyes                              | NDK (GDR) · Siegfried Brietzke · Andreas Decker · Stefan Semmler · Wolfgang Mager                                                                                                  | Norvégia (NOR) · Ole Nafstad · Arne Bergodd · Finn Tveter · Rolf Andreassen                                                                                               | Szovjetunió (URS) · Raul Arnemann · Nyikolaj Kuznyecov · Valerij Dolinyin · Anusavan Gasszan-Dzsalilov                                                    |
| Kormányos négyes                                      | Szovjetunió (URS) · Vlagyimir Jesinov · Nyikolaj Ivanov · Mihail Kuznyecov · Alekszandr Klepikov · Alekszandr Lukjanov · Aleksandr Sema*                                           | NDK (GDR) · Andreas Schulz · Rüdiger Kunze · Walter Dießner · Ullrich Dießner · Johannes Thomas                                                                           | NSZK (FRG) · Hans-Johann Färber · Ralph Kubail · Siegfried Fricke · Peter Niehusen · Hartmut Wenzel                                                       |
| Nyolcas                                               | NDK (GDR) · Bernd Baumgart · Gottfried Döhn · Werner Klatt · Hans-Joachim Lück · Dieter Wendisch · Roland Kostulski · Ulrich Karnatz · Karl-Heinz Prudöhl · Karl-Heinz Danielowski | Nagy-Britannia (GBR) · Richard Lester · John Yallop · Timothy Crooks · Hugh Matheson · David Maxwell · James Clark · Fred Smallbone · Leonard Robertson · Patrick Sweeney | Új-Zéland (NZL) · Ivan Sutherland · Trevor Coker · Peter Dignan · Lindsay Wilson · Athol Earl · Dave Rodger · Alexander McLean · Tony Hurt · Simon Dickie |

* - a versenyző az előfutamban vett részt

## Női

### Éremtáblázat
(A rendező ország csapata eltérő háttérszínnel, az egyes számoszlopok legmagasabb értéke, vagy értékei vastagítással kiemelve.)
| Az 1976. évi nyári olimpiai játékok éremtáblázata női evezésben | Az 1976. évi nyári olimpiai játékok éremtáblázata női evezésben | Az 1976. évi nyári olimpiai játékok éremtáblázata női evezésben | Az 1976. évi nyári olimpiai játékok éremtáblázata női evezésben | Az 1976. évi nyári olimpiai játékok éremtáblázata női evezésben | Olimpia  |
| --------------------------------------------------------------- | --------------------------------------------------------------- | --------------------------------------------------------------- | --------------------------------------------------------------- | --------------------------------------------------------------- | -------- |
|                                                                 | Ország                                                          | Arany                                                           | Ezüst                                                           | Bronz                                                           | Összesen |
| 1.                                                              | NDK (GDR)                                                       | 4                                                               | 2                                                               | 0                                                               | 6        |
| 2.                                                              | Bulgária (BUL)                                                  | 2                                                               | 1                                                               | 0                                                               | 3        |
|                                                                 |                                                                 |                                                                 |                                                                 |                                                                 |          |
| 3.                                                              | Szovjetunió (URS)                                               | 0                                                               | 2                                                               | 3                                                               | 5        |
| 4.                                                              | Egyesült Államok (USA)                                          | 0                                                               | 1                                                               | 1                                                               | 2        |
|                                                                 |                                                                 |                                                                 |                                                                 |                                                                 |          |
| 5.                                                              | NSZK (FRG)                                                      | 0                                                               | 0                                                               | 1                                                               | 1        |
| 5.                                                              | Románia (ROU)                                                   | 0                                                               | 0                                                               | 1                                                               | 1        |
|                                                                 |                                                                 |                                                                 |                                                                 |                                                                 |          |
| Összesen                                                        | Összesen                                                        | 6                                                               | 6                                                               | 6                                                               | 18       |

### Érmesek
| Az 1976. évi nyári olimpiai játékok érmesei evezésben | | | |
| Versenyszám                                           | Arany | Ezüst | Bronz |
| Egypárevezős                                          | Christine Scheiblich · NDK (GDR) | Joan Lind · Egyesült Államok (USA) | Jelena Antonova · Szovjetunió (URS) |
| Kétpárevezős                                          | Bulgária (BUL) · Szvetla Ocetova · Zdravka Jordanova | NDK (GDR) · Sabine Jahn · Petra Boesler | Szovjetunió (URS) · Eleonora Kaminskaitė · Genovaitė Ramoškienė |
| Kormányos nélküli kettes                              | Bulgária (BUL) · Szijka Kelbecseva · Sztojanka Grujcseva | NDK (GDR) · Angelika Noack · Sabine Dähne | NSZK (FRG) · Edith Eckbauer · Thea Einöder |
| Kormányos négyes                                      | NDK (GDR) · Karin Metze · Bianka Schwede · Gabriele Lohs · Andrea Kurth · Sabine Heß                                                                                  | Bulgária (BUL) · Ginka Gjurova · Liljana Vaszeva · Reni Jordanova · Marijka Modeva · Kapka Georgieva                                                                                  | Szovjetunió (URS) · Nagyezsda Szevosztyjanova · Ljudmila Krohina · Galina Misenyina · Anna Paszoha · Ligyija Krilova                                                   |
| Kormányos négypárevezős                               | NDK (GDR) · Anke Borchmann · Jutta Lau · Viola Poley · Roswietha Zobelt · Liane Weigelt                                                                               | Szovjetunió (URS) · Anna Kondrasina · Mira Brjunyina · Larisza Popova · Galina Jermolajeva · Nagyezsda Csernisova                                                                     | Románia (ROU) · Ioana Tudoran · Maria Micșa · Felicia Afrăsiloaie · Lázár Erzsébet · Elena Giurcă                                                                      |
| Nyolcas                                               | NDK (GDR) · Viola Goretzki · Christiane Knetsch · Ilona Richter · Brigitte Ahrenholz · Monika Kallies · Henrietta Ebert · Helma Lehmann · Irina Müller · Marina Wilke | Szovjetunió (URS) · Ljubov Talalajeva · Nagyezsda Roscsina · Klavdija Koženkova · Jelena Zubko · Olga Kolkova · Nelli Tarakanova · Nagyezsda Rozgon · Olga Guzenko · Olga Pugovszkaja | Egyesült Államok (USA) · Jacqueline Zoch · Anita Defrantz · Carie Graves · Marion Greig · Anne Warner · Peggy McCarthy · Caroll Brown · Gail Ricketson · Lynn Silliman |

## Magyar részvétel
- Női egypárevezős: Ambrus Mariann 6.
- Női kétpárevezős: Ribáryné, Pál Katalin, Kéri-Novák Judit 11.
- Női négypárevezős: Bata Ilona, Kosztolányi Kamilla, Gyimesi Valéria, Szijj Ágnes, Nagy Erzsébet 8.